# Geschichte Uruguays

Flagge Uruguays

Lage Uruguays in Südamerika

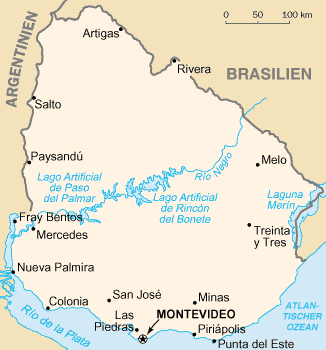
Karte Uruguays

Die Geschichte Uruguays umfasst die Entwicklungen auf dem Gebiet der Republik Östlich des Uruguay von der Urgeschichte bis zur Gegenwart. Sie beginnt mit der Besiedlung der Region vor mindestens 9000 Jahren. Als spanische Seefahrer ab 1516 an der Küste landeten, lebte dort das indigene Volk der Charrúa als seminomadisch lebende Jäger, Fischer und Sammler. Der erste Spanier, der das Mündungsgebiet des Río de la Plata erkundete, war Juan Díaz de Solís. Er traf auf den erbitterten Widerstand der Indianer, die eine Ansiedlung der Spanier zunächst verhindern konnten. Die Gegend nördlich des Río de la Plata und östlich des Flusses Uruguay wurde damals Banda Oriental de Uruguay (Ostufer) genannt. Da Gold und Silber fehlten, erschien das Gebiet zunächst wenig attraktiv.
Ab dem Beginn des 17. Jahrhunderts erfolgte die Besiedelung der Gebiete des heutigen Uruguay, wobei sich die Spanier vor allem im Süden ausbreiteten, die Portugiesen im Norden. Binnen weniger Jahrzehnte wurde die indianische Urbevölkerung vertrieben bzw. ausgerottet. 1724 gründeten die Spanier die Stadt Montevideo, die heutige Hauptstadt Uruguays, als Festung.
Bis zur zweiten Hälfte des 18. Jahrhunderts blieb das Gebiet zwischen den beiden Kolonialmächten Spanien und Portugal aufgrund seiner strategisch wichtigen Lage umstritten, bis Spanien 1777 die Vorherrschaft über die Banda Oriental erlangte. Im frühen 19. Jahrhundert wurden die spanischen Kolonialherren schließlich nach harten Kämpfen vertrieben. Die Unabhängigkeit Uruguays wurde jedoch von den beiden großen Nachbarn, den Vereinigten Provinzen des Río de la Plata (dem heutigen Argentinien) und Brasilien, nicht anerkannt, und so versuchten diese, Uruguay zu annektieren. Auch Großbritannien versuchte sich in der Region festzusetzen. Mit der endgültigen Unabhängigkeit im Jahre 1830 begann eine Zeit der Bürgerkriege zwischen den politischen Gruppierungen der Colorados und der Blancos. Nachdem sich das Land gefestigt hatte, ist es (bis auf die Zeit der Präsidentschaft Gabriel Terras und der Militärdiktatur von Juni 1973 bis Februar 1985) eine stabile Demokratie geblieben.
Uruguay blickt auf eine Geschichte zurück, die sowohl von den unterschiedlichen Interessen der Großgrundbesitzer und der Stadtbevölkerung, von dem wechselnden Einfluss des Militärs, aber auch von sich immer wieder durchsetzenden demokratischen Strömungen geprägt ist.

## Vor der Ankunft der Europäer

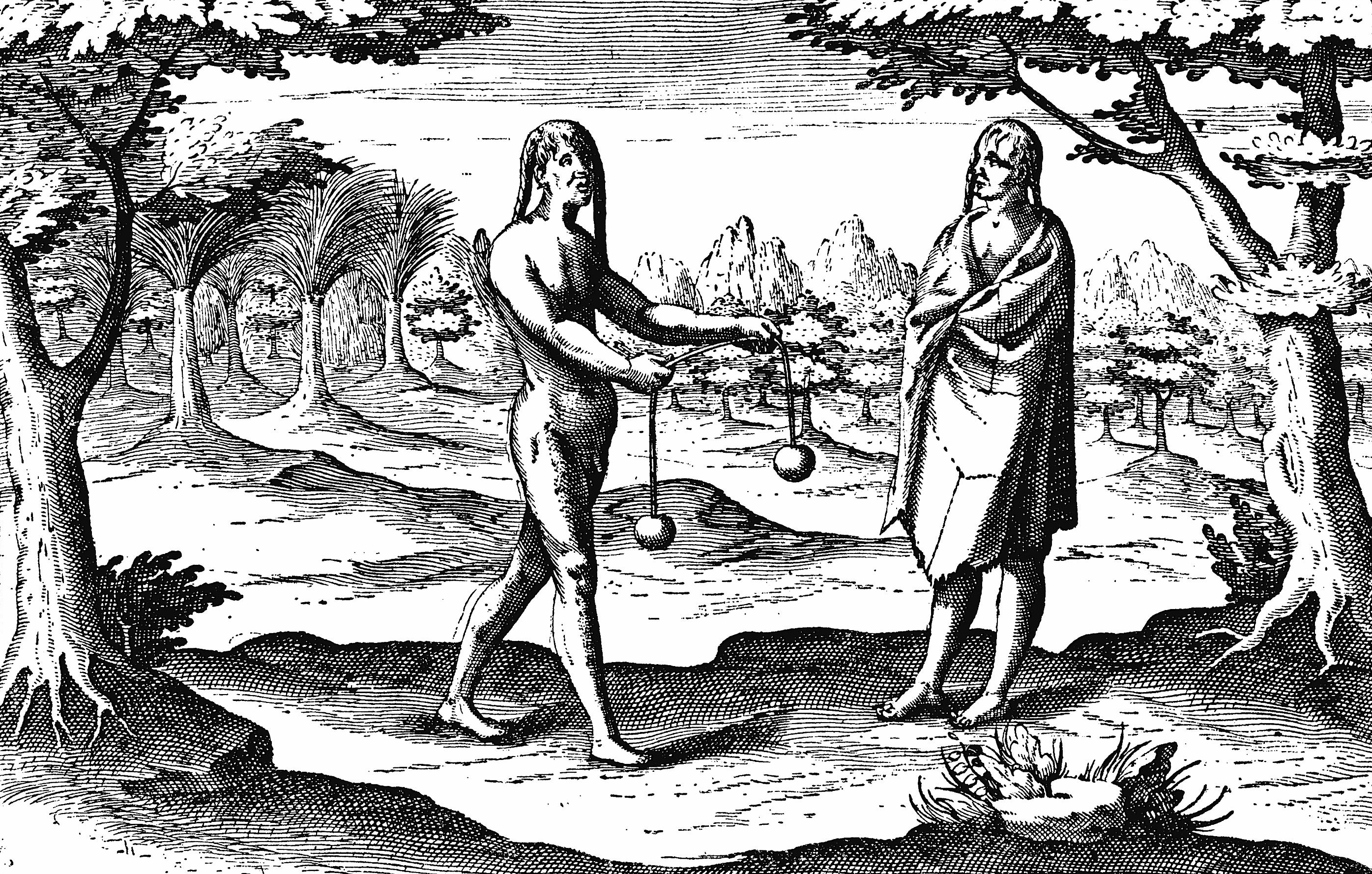
Indianer am Río de la Plata von Hendrick Ottsen, 1603.

Vermutlich wurden die fruchtbaren Gebiete des heutigen Uruguay seit etwa 7000 v. Chr. von kleinen Gruppen von Nomaden besiedelt. Die Besiedelung war jedoch aufgrund von Klimaänderungen sehr dünn. Diese Ureinwohner begannen um etwa 2000 v. Chr. mit der Herstellung von einfachen Steinwerkzeugen. Sie errichteten Hügelgräber mit einem Durchmesser von 40 Metern und einer Höhe von zwei bis sieben Metern und siedelten sich in Gruppen von etwa 20 Personen um diese Gräber an.
Wie aus archäologischen Spuren hervorgeht, bildete das Volk der Charrúa eine fortgeschrittene Zivilisation, die Fischerei und Landwirtschaft betrieb und Keramik kannte. Da Schrift bei diesem Volk unbekannt war, ist von ihm so gut wie nichts überliefert. Durch Genozid, eingeschleppte Krankheiten und Mischehen waren die Charrúas um 1850 praktisch ausgerottet. Eines der schlimmsten Massaker an der indianischen Bevölkerung fand bei der Stadt Salsipuedes am 11. April 1831 unter dem Befehl des Präsidenten José Fructuoso Rivera statt. Nach dem Massaker verstreuten sich die wenigen Überlebenden und die Kultur der Charrúas war damit praktisch ausgelöscht. Vier Charrúas – der Häuptling Vaimaca Pirú, der Krieger Tacuabé, seine Frau Guyunusa und Senaqué – wurden 1833 nach Paris gebracht und dort als Zirkusattraktionen ausgestellt.
Die Tupí-Guaraní waren das zweite bedeutende Indianer-Volk auf dem Gebiet des heutigen Uruguays. Sie lebten – genau wie die Charrúas – als Jäger und Sammler und sind heute die einzigen indigenen Bewohner des Landes.
Andere, kleinere, heute ebenfalls ausgestorbene Indianer-Gruppen auf dem Gebiet des heutigen Uruguay waren die Guanaes, Yaros, Chanaes und Bohane.

## Kolonialzeit

### Entdeckung und Besiedelung

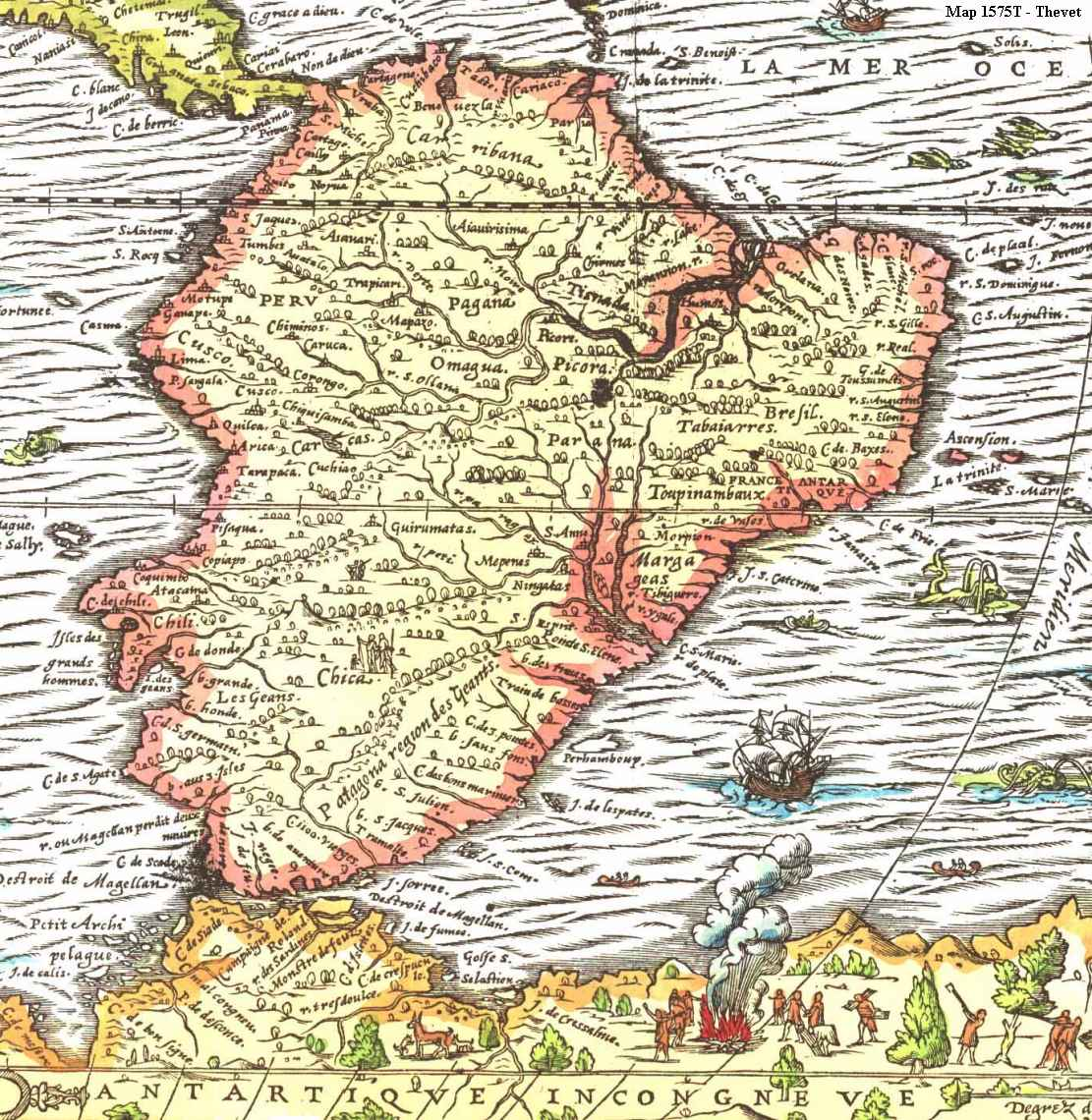
André Thevet: Karte Südamerikas, 1575

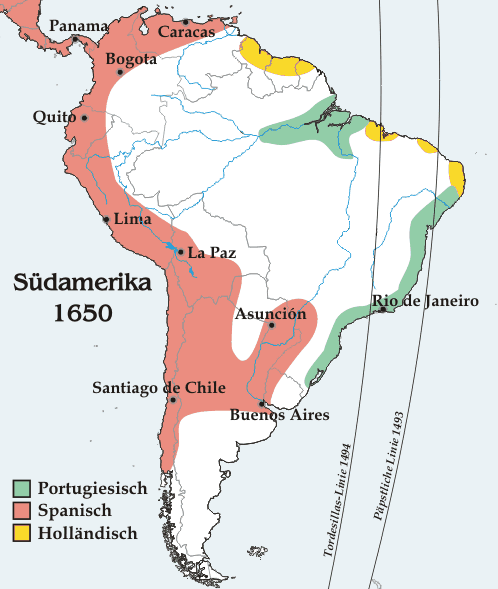
Südamerika um 1650

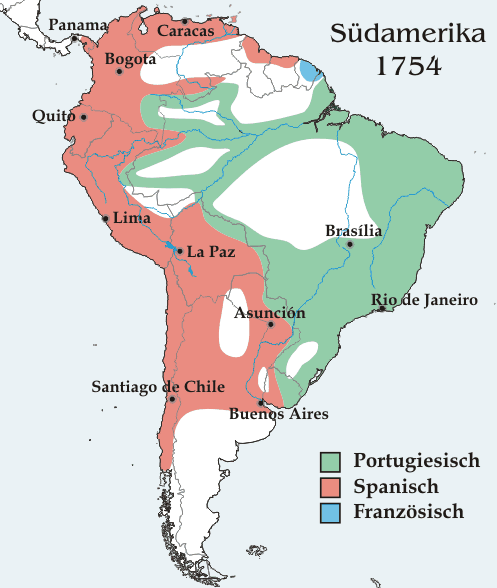
Südamerika um 1754

Wann die Mündung des Río de la Plata (deutsch: Silberfluss) und damit das Gebiet des späteren Staates Uruguay von Europäern entdeckt wurde, ist umstritten. Nach der spanischen Version der Dinge war Juan Díaz de Solís im Jahr 1516 der erste Europäer, der die Mündung des Flusses erreichte. Von portugiesischer Seite wird dem unter Berufung auf Aufzeichnungen des Augsburger Handelshauses Fugger jedoch entgegengehalten, dass dies zweien ihrer Landsleute – Nuno Manoel und Cristóbal de Haro – bereits 1514 gelungen sei.
Damals war das alles andere als eine akademische Streitfrage, galt doch das Motto: „Wer zuerst ankommt, dem gehört das Land“. Die Banda Oriental, wie das Gebiet östlich des Flusses Uruguay, der dem Land später seinen Namen gab, damals genannt wurde, gehörte von ihrer geographischen Lage und den natürlichen Grenzverläufen her eher zum im Vertrag von Tordesillas von 1494 definierten spanischen Herrschaftsbereich – das in der Plata-Region, mit Buenos Aires am Südufer des Río de la Plata als Zentrum zu dieser Zeit im Norden von dem Fluss begrenzt wurde – als zum portugiesischen Herrschaftsbereich (dem heutigen Brasilien, mit dem 1565 gegründeten Rio de Janeiro als Zentrale).
Im Dezember 1520 erkundete der in spanischen Diensten stehende portugiesische Seefahrer Ferdinand Magellan den Río de la Plata auf der Suche nach einer Westdurchfahrt zu den Gewürzinseln im „Südmeer“ (Pazifik). Bis zur Ankunft Magellans hielt man das Kap des heutigen Punta del Este für die Südspitze der Neuen Welt.
Im Jahr 1526 erkundete Sebastiano Caboto den Verlauf des Río de la Plata und einen Teil seines insgesamt 3300 Kilometer langen Zuflusses Río Paraná.
Bei der Ankunft der Europäer waren die Charrúas ein kleines, von den Guaraní bedrohtes Volk. Im 16. Jahrhundert gab es einige Versuche, das Gebiet zu besiedeln, die jedoch alle am Widerstand der Indianer scheiterten (so wurde zum Beispiel der Entdecker Solís und ein Teil seiner Mannschaft von den Ureinwohnern getötet). Da es aber weder Silber- noch Goldvorkommen gab und sich die einheimische Bevölkerung zudem gegen die Eindringlinge wehrte, gab es bis ins 17. Jahrhundert keine nennenswerten Aktivitäten der Europäer mehr.
Im Jahre 1603 begannen die Spanier, die Viehhaltung in Uruguay einzuführen und damit die wirtschaftliche Entwicklung dieser Region voranzutreiben. Die erste ständige Ansiedlung auf dem Gebiet des heutigen Uruguay wurde 1624 von den Spaniern in Soriano am Río Negro gegründet. Die erste militärische Festung Portugals in der Banda Oriental folgte wenig später: das Fort Nova Colonia do Sacramento (erbaut zwischen 1669 und 1671; heute Colonia del Sacramento), das – im Verbund mit anderen Befestigungsanlagen – dazu dienen sollte, den portugiesischen Herrschaftsbereich nach Süden gegen die Spanier abzusichern. Colonia lag direkt gegenüber Buenos Aires, dem politischen und militärischen Zentrum der „Großen Provinz de las Indias“, die praktisch das ganze spanische Gebiet vom Amazonas bis Feuerland umfasste.
Die zweite Hälfte des 18. Jahrhunderts war durch Kämpfe zwischen den Briten, Portugiesen und Spaniern gekennzeichnet, die sich die Kontrolle über die Zone zwischen dem heutigen Brasilien und dem heutigen Argentinien sichern wollten.
1806 und 1807 versuchten die Engländer innerhalb eines Konfliktes mit Spanien zweimal, Buenos Aires zu besetzen. In diesem Krieg wurde Anfang 1807 Montevideo von einer 10.000 Mann starken britischen Armee erobert und bis zur Mitte des Jahres besetzt gehalten. Dann zog die Armee aus, um Buenos Aires zu erobern, wo sie aber von den spanisch-argentinischen Truppen besiegt wurde.
1808 wurde Spanien im Zuge der napoleonischen Kriege besetzt und König Ferdinand VII. abgesetzt. Der Cabildo von Montevideo bildete einen autonomen Rat, der zu dem abgesetzten spanischen König stand. Francisco Javier de Elío, der Militärkommandant von Montevideo, schaffte es schließlich, die Zentraljunta, welche sich im September 1808 im spanischen Aranjuez gebildet hatte, zu überzeugen, die Stadt unabhängig von Buenos Aires zu regieren. Als im Mai 1810 Aufständische in Buenos Aires den Vizekönig Baltasar de Cisneros absetzten, wurde Montevideo unter dem neuen Vizekönig Elío zum Zentrum der spanischen Royalisten.

### Koloniale Verwaltungsgliederung
Administrativ war das heutige Uruguay zunächst Teil des Vizekönigreichs Peru, das Südamerika mit Ausnahme der portugiesischen Einflusssphäre umfasste.
Im Laufe des 18. Jahrhunderts wurde das spanische Südamerika politisch neu gegliedert. Nachdem schon 1717 das Vizekönigreich Neugranada im nördlichen Südamerika vom Vizekönigreich Peru getrennt worden war, wurde im Jahre 1776 auch das Vizekönigreich Río de la Plata im südlichen Südamerika von diesem abgespalten. Es umfasste neben Uruguay auch noch das heutige Argentinien, Bolivien und Paraguay. Mit dem Frieden von Ildefonso im Jahre 1777 kam auch die fünf Jahrzehnte lang umkämpfte Banda Oriental hinzu. Hauptstadt des neuen Vizekönigreiches wurde Buenos Aires.

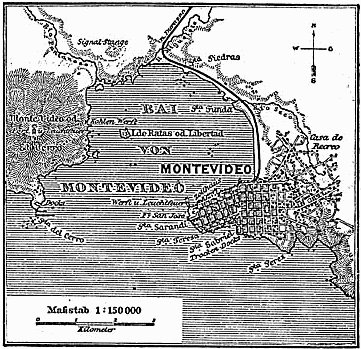
Historische Karte von Montevideo (um 1888)

### Gründung Montevideos
Montevideo war die erste spanische Bastion nördlich des Río de la Plata (wie der Río Uruguay nach seiner Vereinigung – wenig oberhalb von Colonia del Sacramento – mit dem aus Brasilien und Argentinien kommenden Río Paraná heißt). Als 1723 die Portugiesen mit Aushebungsarbeiten für die Errichtung einer Festung an der heutigen, strategisch äußerst wichtigen Bucht von Montevideo begannen, wurde dieses Vorhaben durch eine aus Buenos Aires übergesetzte spanische Militärexpedition zunichtegemacht. 1724 wurde an derselben Stelle eine spanische Festung erbaut (bereits seit 1624 befand sich hier eine Franziskaner-Mission). Zwei Jahre später, 1726, ließ der erste Gouverneur der Ansiedlung, Bruno Mauricio de Zabala, Familien aus Buenos Aires nach Montevideo übersiedeln, um dem Wachstum der jungen Stadt einen Auftrieb zu geben. Die neue Ansiedlung mit ihrem natürlichen Hafen machte Buenos Aires bald Konkurrenz um die Handelsströme in der La-Plata-Region.

## Unabhängigkeitskriege
Mit dem Frieden von Ildefonso waren die kriegerischen Auseinandersetzungen um die Banda Oriental nur für kurze Zeit beendet. Mit dem Zerfall des spanischen Imperiums und den beginnenden Unabhängigkeitskriegen wurde das Gebiet des heutigen Uruguay erneut zum Gegenstand des Streits zwischen Buenos Aires und Rio de Janeiro, die dieses Mal jedoch in eigener Regie operierten.
Zu dieser Zeit, um die Jahrhundertwende, zählte Uruguay nur rund 60.000 Einwohner, von denen ein Fünftel in Montevideo lebte. Die übrigen waren Estancieros, im Hinterland umherschweifende Gauchos und Charrúa-Indianer, die im Verlauf des 19. Jahrhunderts vollständig ausgerottet wurden.
Nachdem im Mai 1810 der spanische Vizekönig Baltasar de Cisneros aus Buenos Aires vertrieben worden war, wurde Montevideo unter dem 1811 zum Vizekönig ernannten Francisco Javier de Elío zum Zentrum der spanischen Royalisten, die 1811 die Stadt besetzten, um von hier aus zu versuchen, die Autorität der spanischen Krone in den aufrührerischen La-Plata-Provinzen wiederherzustellen.

### Artigas und seine „Revolution der Armseligen“

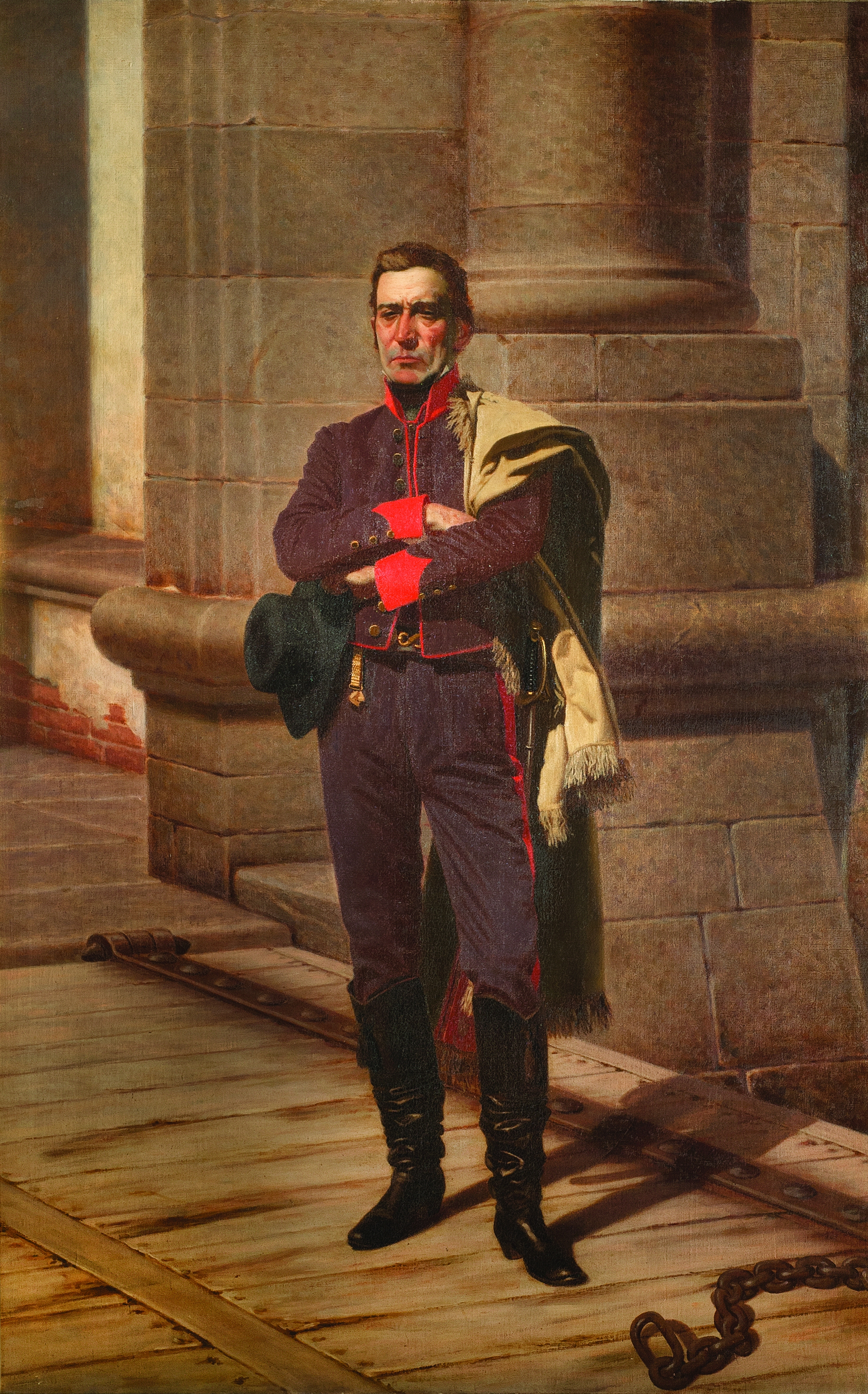
José Gervasio Artigas, Juan Manuel Blanes

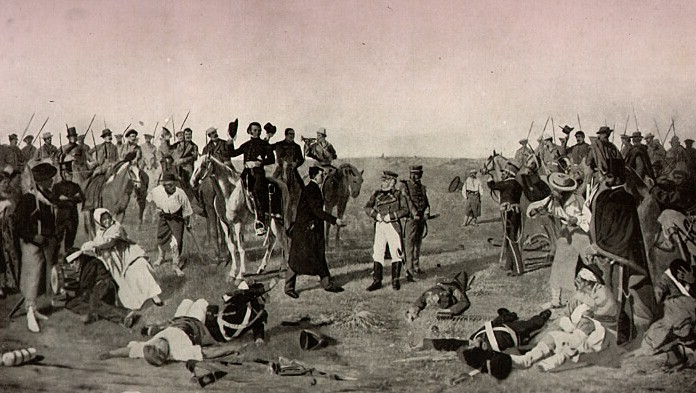
Schlacht von Las Piedras

Flagge von José Gervasio Artigas

Dagegen organisierte sich im Februar 1811 unter der Führung des heutigen Nationalhelden Uruguays, José Gervasio Artigas (1764–1850), im Landesinneren eine breite Aufstandsbewegung, die von lokalen Grundbesitzern und – dies vor allem – von Viehhirten, Landarbeitern und auch Indianern getragen wurde.
Den ersten militärischen Erfolg errangen die Truppen von Artigas am 18. Mai 1811 in der Schlacht bei Las Piedras, nur wenige Kilometer von Montevideo entfernt. Die anschließend gemeinsam mit argentinischen Streitkräften unternommene Belagerung von Montevideo musste jedoch wegen der Intervention portugiesisch-brasilianischer Truppen erfolglos abgebrochen werden.
Vor der spanisch-portugiesischen Übermacht wich Artigas in den Nordwesten des Landes aus. Der Rückzug seines Rebellen-Heers, das sich selbst Los Tupamaros nannte und aus rund 16.000 Menschen bestand, kam einem Exodus der gesamten damaligen uruguayischen Landbevölkerung gleich: Zu Fuß, auf Pferden und in Planwagen flohen die Anhänger Artigas’ quer durch die Banda Oriental nach Argentinien. (Exodo de los Orientales)
Ein gutes Jahr später, im Oktober 1812, belagerten argentinische Truppen erneut Montevideo mit dem Ziel, die Banda Oriental den Vereinigten Provinzen des Río de la Plata wieder einzugliedern. Artigas schloss sich zwar dieser Belagerung an, jedoch formulierte ein von ihm organisierter Kongress im April 1813, an dem Vertreter aller Regionen des Landes teilnahmen, seine Vorstellungen einer Konföderation der La-Plata-Provinzen: absolute Unabhängigkeit von Spanien, republikanische Regierung, Gewaltenteilung, Garantie der bürgerlichen Freiheitsrechte, Respektierung der Autonomie der einzelnen Provinzen, Abschaffung aller Handelsprivilegien für Buenos Aires.
Die letzten beiden Punkte waren für die Unitarier aus Buenos Aires inakzeptabel. Daraufhin zogen sich Artigas und seine Anhänger von der Belagerung Montevideos zurück, die im Juni 1814 mit der Eroberung der Stadt durch die argentinischen Truppen endete.
Jetzt begann ein neues Kapitel der uruguayischen Geschichte: der Kampf uruguayischer Rebellen nicht gegen eine koloniale, sondern gegen eine lokale Macht. Mit Erfolg: Nur wenige Monate später, im Februar 1815, mussten sich die argentinischen Truppen aus Montevideo zurückziehen, da sie dem Druck der Artiguisten nicht standhalten konnten.
Artigas kontrollierte nun die gesamte Banda Oriental und begann umgehend, sie nach seinen Vorstellungen umzugestalten: Er vereinigte die argentinischen Provinzen Misiones, Corrientes, Entre Ríos, Santa Fé und Córdoba, die traditionell unter dem Zentralismus von Buenos Aires zu leiden hatten, mit der Banda Oriental zu einer „Föderativen Liga“ (Liga Federal). Zum Schutz der Binnenproduktion der Liga wurde im selben Jahr eine Zollverordnung erlassen, die den Import ausländischer Waren, die mit der nationalen Produktion konkurrierten, mit hohen Zöllen belegte.

Flagge der Provinz Cisplatina.

Unter dem Motto „Die Unglücklichsten sollen die Meistbegünstigten sein“ wurde in diesem Revolutionsjahr 1815 auch eine Agrarreform durchgeführt, in der die Latifundien der spanischen Großgrundbesitzer entschädigungslos enteignet und unter der mittellosen Landbevölkerung aufgeteilt wurden.
Die Banda Oriental, die zuvor immer konservativer als ihre Umgebung gewesen war, war unter Artigas zu einer revolutionären Zelle geworden, die eine Gefahr für die Region darstellte. 1816 marschierten deshalb brasilianisch-portugiesische Truppen in die Banda Oriental ein. Montevideo selbst fiel im Januar 1817 und die Banda Oriental wurde als Provinz Cisplatina Brasilien einverleibt. Die Kämpfe gegen die „Revolution der Armseligen“ unter Artigas zogen sich jedoch, trotz der Unterstützung aus Buenos Aires für die Brasilianer/Portugiesen, noch einige Jahre hin und konnten erst 1820 vollständig niedergeschlagen werden.
Nach seiner Niederlage floh Artigas 1820 nach Paraguay, wo er bis zu seinem Tode (dreißig Jahre später in Asunción) in völliger Zurückgezogenheit lebte.

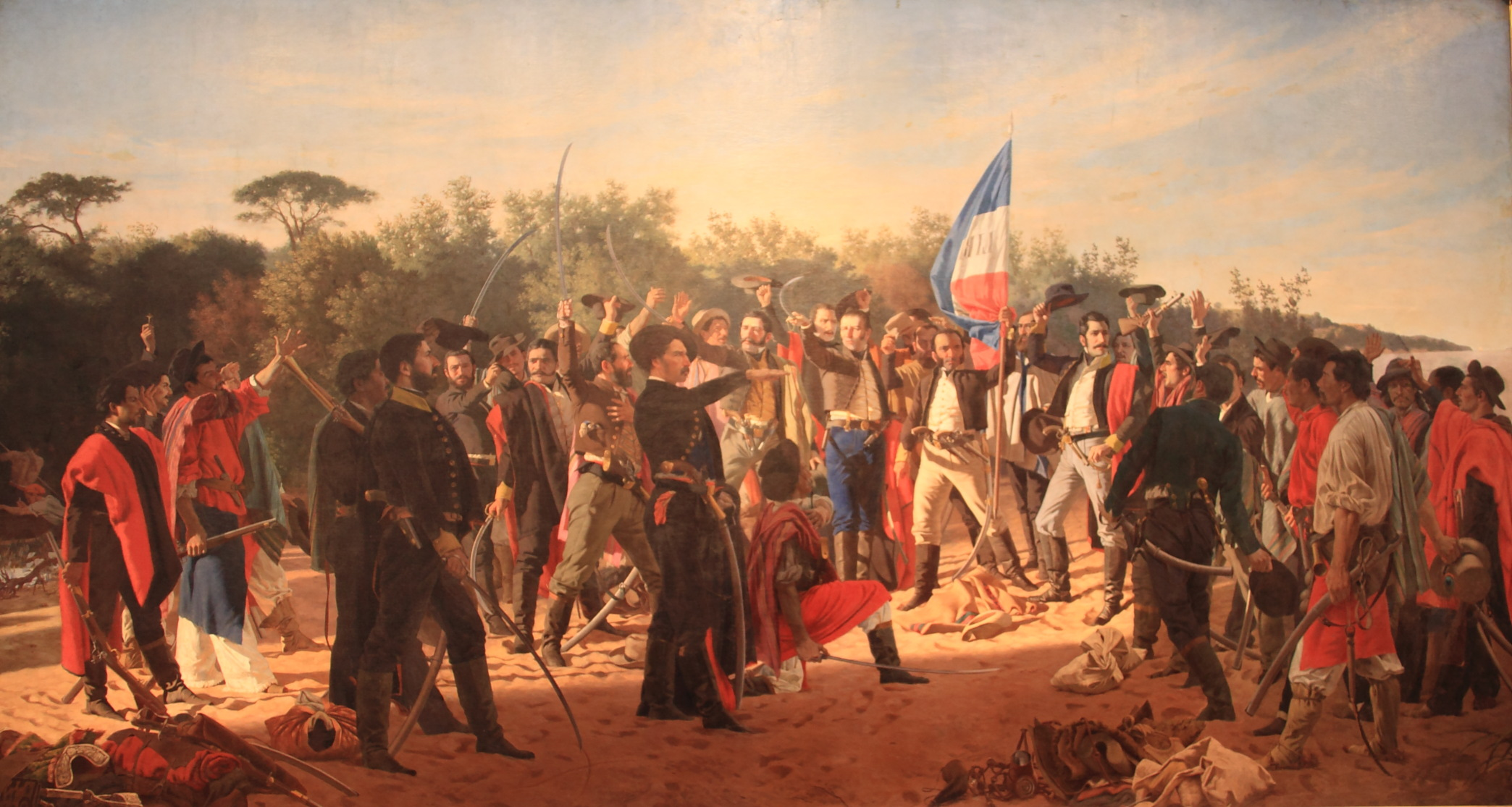
Der Schwur der Dreiunddreißig Orientalen von Juan Manuel Blanes

### Der „Befreier“ Lavalleja und die „33 Orientalen“

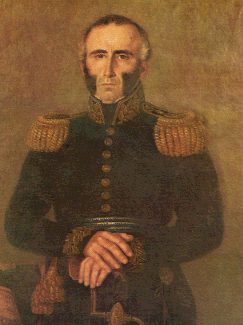
Juan Antonio Lavalleja

Flagge der „33 Orientalen“

Flagge Uruguays von 1828–1830

Nach der argentinischen Besatzung war Uruguay also unter brasilianische Herrschaft geraten. Dies blieb so, bis die 33 Orientalen auf den Plan traten, das heißt der als „Befreier“ Uruguays in die Annalen eingegangene Juan Antonio Lavalleja und seine Mitstreiter.
Am 19. April 1825 überquerte diese kleine Schar den Río Uruguay und vereinigte sich später mit den Truppen unter der Führung von José Fructuoso Rivera, dem späteren Begründer der „Colorados“. Das 100 km nördlich von Montevideo gelegene Florida wurde zum Sitz einer provisorischen Regierung. Am 25. August 1825 wurde schließlich die Unabhängigkeit Uruguays ausgerufen (nach mehreren Revolten in den Jahren 1821, 1823 und 1825). Dieser Tag ist heute der Nationalfeiertag Uruguays.
Dennoch zogen sich die Kämpfe entscheidungslos über Jahre hin, bis die Brasilianer den strategischen Fehler begingen, eine Seeblockade über die La-Plata-Häfen zu verhängen, wodurch britische Handelsinteressen in der Region direkt tangiert wurden.
Seit der Seeschlacht bei Trafalgar, in der die spanische Flotte von den Briten unter der Führung von Admiral Nelson am 21. Oktober 1805 besiegt worden war, war Großbritannien die stärkste Großmacht und verteidigte als solche seine Interessen in der Region. So wurde auf britischen Druck hin am 27. August 1828 der Frieden von Río de Janeiro unterzeichnet, eine Interessensregelung zwischen Argentinien und Brasilien unter Londoner Regie, in der auch (de facto ohne uruguayische Beteiligung) die Unabhängigkeit Uruguays anerkannt wurde, denn dieser Vertrag sah die Gründung eines unabhängigen und souveränen Uruguay vor.
Die wahren „Befreier“ Uruguays waren also nicht aus Argentinien über den Río Uruguay ins Land gekommen, sondern (aus Großbritannien) über den Atlantik. Großbritannien wollte einen Puffer zwischen Argentinien und Brasilien – und fand ihn in Uruguay. Am 18. Juli 1830 wurde die erste Verfassung Uruguays verabschiedet (heute nationaler Feiertag), die jedoch von einer modernen Staatsverfassung noch weit entfernt war.
Die kommenden Jahrzehnte waren von kriegerischen Auseinandersetzungen mit den Nachbarländern und Bürgerkriegen zwischen den Colorados und den Blancos gekennzeichnet.

## Bürgerkriege

### Beginn der Bürgerkriege

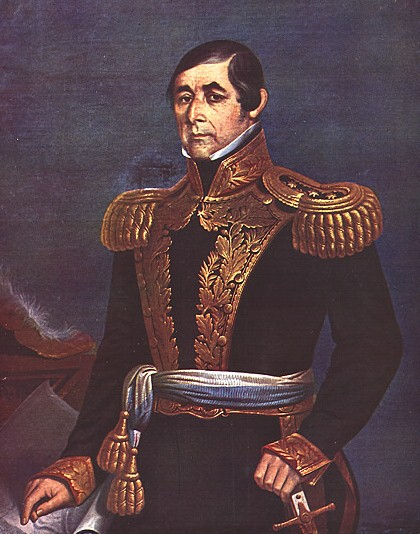
José Fructuoso Rivera
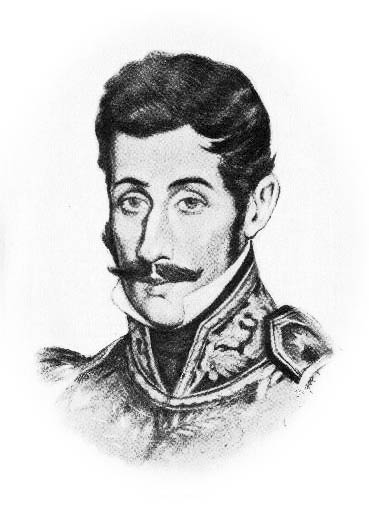
Manuel Oribe

Die beiden ersten Kontrahenten waren die beiden ersten Präsidenten des jungen Staatswesens: José Fructuoso Rivera, der die in Montevideo konzentrierten Handelskreise repräsentierte, und sein ehemaliger Mitstreiter in der Truppe der 33 Orientalen, Manuel Oribe, die Speerspitze der Interessen des Agrarsektors.
Grund für die Bürgerkriege waren Interessenskonflikte zwischen den beiden oligarchischen Hauptströmungen, dem Handelssektor und dem Agrarsektor. Dem Handelssektor war auf Grund seiner Geschäftsinteressen mehr an offenen Grenzen gelegen, der Agrarsektor neigte eher zu Protektionismus. Diese Gegensätze führten bereits 1836 zu einem Bürgerkrieg zwischen den Blancos unter Präsident Manuel Oribe und den Colorados unter Oribes Vorgänger Fructuoso Rivera. Der Auslöser für diesen Konflikt war jedoch die Anschuldigungen Oribes, die besagten, dass Rivera Geld unterschlagen und auch andere schwerere Amtsverstöße begangen hatte. Daraufhin zog Rivera gegen Oribe zu Felde.
Rivera initiierte eine revolutionäre Bewegung um den Präsidenten zu stürzen, aber Oribe besiegte dank argentinischer Unterstützung die Colorados in der Schlacht von Carpintería am 19. September 1836. Im Juni 1838 jedoch besiegte Rivera Oribes Truppen, der nach der Niederlage ins Exil ging.
Bei dieser Gelegenheit wurden auch die (durchaus offiziellen) Parteinamen dieser beiden Gruppierungen geboren: Damit seine Truppen von denen Riveras zu unterscheiden waren, bestückte Oribe seine Mannen mit weißen Armbinden (daher der Name Blancos, die „Weißen“), die zudem die Aufschrift „Verteidiger der Gesetze“ ("Defensores de las Leyes") zierte. Rivera seinerseits versah seine Leute zunächst mit in einem hellen Blau gehaltenen Armbinden (entsprechend der Nationalfarbe Uruguays), die jedoch in der Sonne ausbleichten und von den weißen seines Kontrahenten kaum noch unterscheidbar waren. Pragmatisch wurden die untauglichen Binden gegen rote ausgetauscht – und die Colorados, die „Roten“, waren geboren.

### Großer Krieg

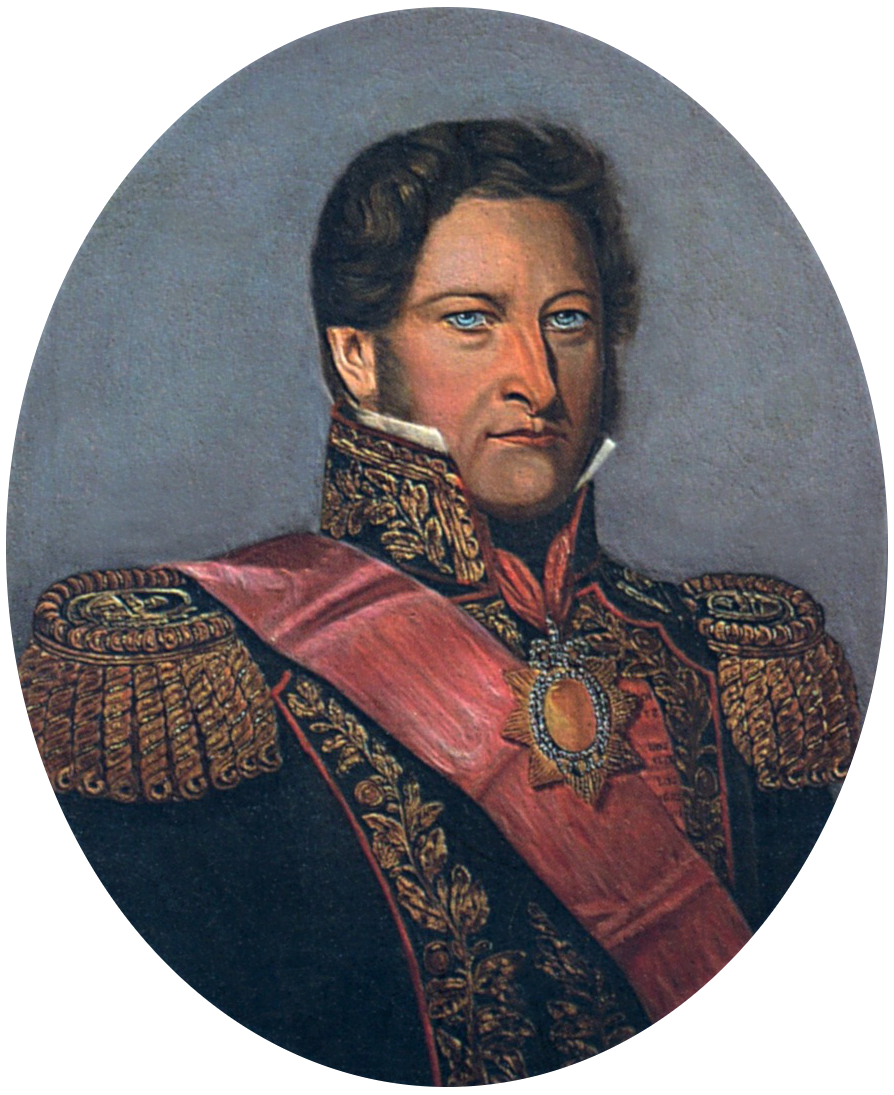
Juan Manuel de Rosas

Oribe ging 1838 nach Buenos Aires ins Exil, wo er Verbündete für seinen Kampf suchte und in dem Diktator von Buenos Aires Juan Manuel de Rosas auch fand, der Uruguay nach wie vor der Argentinischen Föderation einverleiben wollte. 1843 kehrte Oribe mit argentinischen Truppen zurück. Es begann der „Guerra Grande“, der „Große Krieg“, eine neun Jahre dauernde Belagerung Montevideos (1843–1852), in die sich auch Brasilien einschaltete (auf Seiten Riveras), das sich gerne die Latifundien von Oribe und seinen Getreuen im Norden des Landes einverleibt hätte. Die argentinische Intervention löste eine französisch-britische diplomatische Mission aus, da Frankreich und das Vereinigte Königreich von Großbritannien und Irland ihre eigenen Interessen dadurch beeinträchtigt sahen. Der französische Diplomat Baron Antoine-Louis Deffaudis (1786–1869) und der britische Botschafter in Buenos Aires, William Gore Ouseley (1797–1866), verlangten in einer Demarche von Argentinien die Anerkennung der uruguayischen Unabhängigkeit, den Rückzug der argentinischen Truppen und die Aufhebung der Belagerung Montevideos.
Am Schluss musste die Belagerung abgebrochen werden. Ausschlaggebend dafür war wiederum das Verhalten der Großmächte England und (in diesem Fall auch) Frankreich gewesen, die mit ihren Kriegsschiffen, sekundiert von dem italienischen Condottiere Giuseppe Garibaldi, die Zufahrt zum Hafen von Montevideo offen hielten (und somit die Versorgung der Stadt und die Aufrechterhaltung des Handels gewährleisteten), während sie über Argentinien eine Seeblockade verhängten. Im Jahr 1851 musste deswegen de Rosas, innenpolitisch unter Druck geraten, seine Truppen vor Montevideo zurückrufen. Oribe konnte sich alleine nicht lange halten und musste aufgeben. Am Ende des Guerra Grande lebten nur noch 130.000 Menschen in Uruguay.
Der Invasionsversuch war zwar abgeschlagen worden, Rivera und mit ihm Montevideo waren siegreich geblieben, doch hatte die Stadt durch die neunjährige Belagerung erheblich gelitten. In Europa hatte dieser Krieg großes Aufsehen erregt, mit starken Sympathien auf Seiten Montevideos und der Colorados. Die Presse hatte – in romantischer Verklärung – das Schlagwort von einem „neuen Troja“ geprägt.

### Nach dem Großen Krieg
Auch nach dem Großen Krieg blieb die politische Situation in dem jungen Staat instabil. Im März 1852 setzte sich bei der Präsidentschaftswahl der Kandidat der Blancos durch, Juan Francisco Giró. Dieser wurde jedoch schon im September 1853 gestürzt und ein Triumvirat, gebildet aus José Fructuoso Rivera, Juan Antonio Lavalleja und Venancio Flores, übernahm die Macht. Als am 22. Oktober 1853 Lavalleja starb, wurde Venancio Flores am 12. März des darauffolgenden Jahres zum Präsidenten gewählt. Unterdessen hatten sich die Colorados in zwei Gruppierungen gespalten und Manuel Oribe erschien wieder auf der Bildfläche. Unter der Vermittlung von Großbritannien, Frankreich und Spanien konnte ein drohender Bürgerkrieg nur dadurch verhindert werden, dass Flores am 9. September 1855 zurücktrat und das Präsidentenamt Manuel Bustamante überließ. Auch nach diesem Kompromiss kam es zwischen den Gruppierungen immer wieder zu Auseinandersetzungen, die mit kurzen Unterbrechungen bis nach 1865 andauerten und ihren Höhepunkt im Dreibund-Krieg (Guerra de la Triple Alianza) fanden. Dabei spielte in der Zeit zwischen Großem Krieg und Dreibund-Krieg auch eine Rolle, dass es den Interessen der Brasilianer zuwiderlief, dass die Colorados zwischenzeitlich ihre Machtbasis zu sehr ausgebaut hatten. Daher unterstützten diese nunmehr mit 4000 Soldaten die Blancos mit dem Ziel des Sturzes der Regierung, was wiederum die Argentinier auf den Plan rief. Diese ließen nunmehr den Colorados Unterstützung zukommen, damit ein Zugriff Brasiliens auf Uruguay verhindert wurde.

### Dreibundkrieg

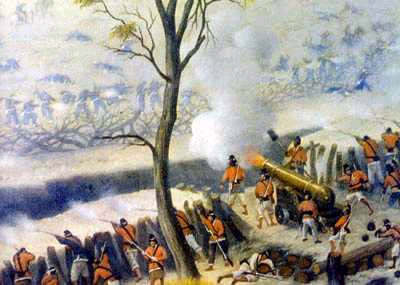
Schlacht von Curupaiti

Im Jahr 1863 rüstete der Colorado-General Venancio Flores gegen die nun amtierende Blanco-Regierung. Flores gewann erneut Brasilien und dieses Mal auch Argentinien als Bundesgenossen, die Truppen und vor allem Waffen beisteuerten, während die amtierende Regierung Paraguay unter Präsident Francisco Solano López auf seine Seite ziehen konnte. Nachdem Brasilien 1864 zugunsten von Flores gegen Regierung der Partido Nacional unter Atanasio Cruz Aguirre mit Truppen intervenierte, nahm Francisco Solano López dies zum Anlass, Brasilien den Krieg zu erklären.
Das Ergebnis war der Dreibund-Krieg (Guerra de la Triple Alianza), ein fünf Jahre dauernder uruguayischer, brasilianischer und argentinischer Feldzug gegen Paraguay, den Flores schließlich zwar gewann – vor allem dank der brasilianischen Waffenlieferungen –, aber zu einem hohen Preis, denn 95 % seiner eigenen Truppen kamen dabei ums Leben.
Flores konnte sich seines Pyrrhus-Sieges nicht lange freuen. 1868 wurde er ermordet, am selben Tag wie sein Widersacher Berro.
Beide Parteien waren durch dieses ewige Chaos erschöpft. So kam es 1870 zu einer ersten Befriedung dieser zermürbenden Parteienfehden. Blancos und Colorados schlossen einen Pakt, in dem ihre jeweiligen Einflusssphären definiert wurden: Montevideo und der Küstenstreifen für die Colorados, das Hinterland mit seinen Agrargebieten für die Blancos, die Polizeigewalt über vier Departamentos mit eingeschlossen. Diese Aufteilung entsprach auch den realen Einflussgebieten. Den Blancos wurde außerdem ihr Verzicht auf Montevideo durch die Beigabe von einer halben Million Dollar leichter gemacht. Außerdem wurde, um die Spannungen mit der Oppositionspartei zu beenden, die Partido Nacional durch ein Kollegialsystem an der Führung des Landes beteiligt.
Jedoch war die Caudillo-Mentalität zu tief in den Köpfen vieler verankert. Die Politik des Interessensausgleichs, den die Regierungen zwischen 1868 und 1875 suchten, wurde immer wieder dadurch torpediert, dass verschiedene lokale Führer ihre Parteien zur Austragung ihrer Privatfehden benutzten.

### Entwicklung der Gesellschaft und der Wirtschaft bis 1880
Nach dem Großen Krieg wuchs die Zahl der Einwanderer stark an, die vor allem aus Italien und Spanien stammten. So wuchs der Anteil der Immigranten an der uruguayischen Bevölkerung von 48 % im Jahre 1860 auf 68 % im Jahre 1868 an. In den 70er Jahren des 19. Jahrhunderts wanderten weitere 100.000 Europäer in das Land ein, so dass 1879 in Uruguay ungefähr 438.000 Menschen lebten. Montevideo, in dem damals ein Viertel der Bevölkerung lebte, wuchs und baute seine Infrastruktur aus. 1857 wurde die erste Bank eröffnet, drei Jahre später wurde ein Kanalisationssystem eröffnet, die erste Telegraphenlinie wurde 1866 eingerichtet und es wurden Eisenbahnverbindungen ins Hinterland der Stadt erbaut. Im Jahr 1870 wurde die Gewerkschaft der Typographen gegründet, die erste ihrer Art in Uruguay, der bald darauf andere Gewerkschaftsgründungen folgten.
Nach dem Großen Krieg erfuhr die Wirtschaft des Landes einen Aufschwung, vor allem durch die Viehzucht und den Export von Lebendvieh. Zwischen 1860 und 1868 wuchs der Schafbestand, getragen durch die Nachfrage aus Europa, von 3 Millionen auf 17 Millionen Schafe. Der Grund für diesen Anstieg liegt vor allem in den verbesserten Zuchtmethoden, die von den Immigranten aus Europa eingeführt wurden.
Uruguay und vor allem Montevideo wurde in dieser Zeit zu einem wirtschaftlichen Zentrum der Region. Dank seines natürlichen Hafens wurde es zu einem Umschlagplatz für Waren nach und aus Argentinien, Brasilien und Paraguay. Die Städte Paysandú und Salto, beide am Río Uruguay gelegen, trugen ebenfalls zu dieser Entwicklung bei. Die Federación de los Trabajadores del Uruguay gründete sich 1885.

## Beginnende Konsolidierung

### Machtübernahme der Militärs

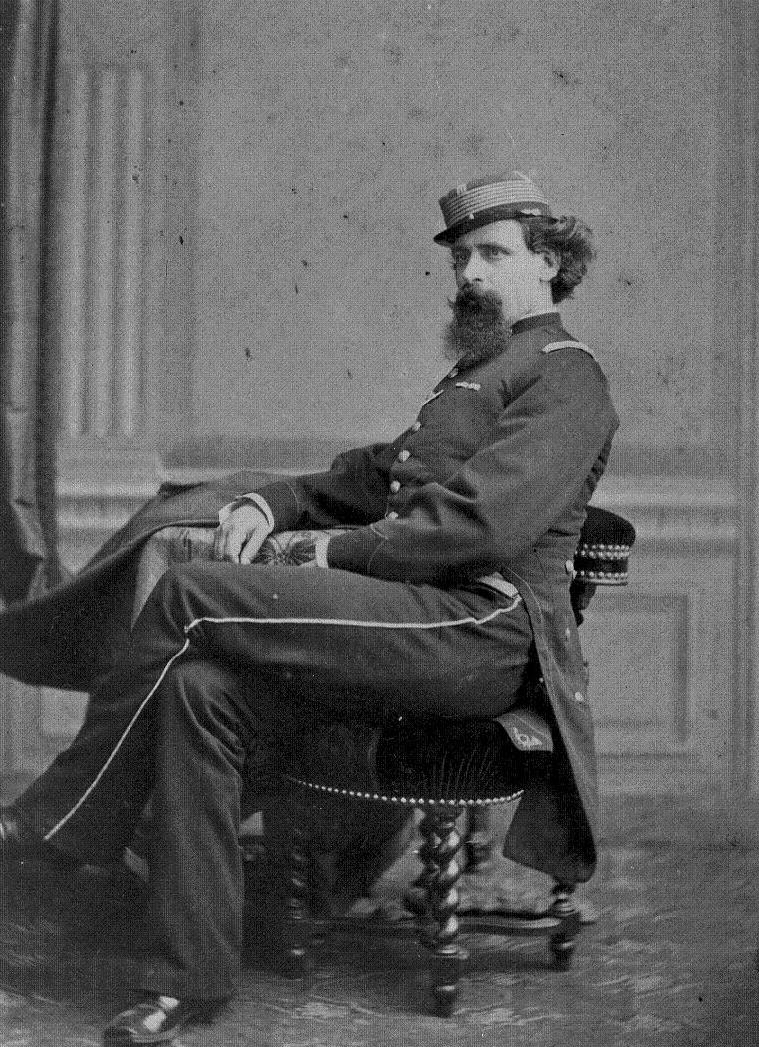
Lorenzo Latorre 1875

Um diesen die Ressourcen des Landes auszehrenden Parteienhader endlich zu stoppen, kam es zur Errichtung einer für das Land durchaus produktiven Diktatur (1876–1890) fortschrittsorientierter Militärs. Unter dem Colorado-Oberst Lorenzo Latorre (1876–1880) wurde mit der Modernisierung der ländlichen Produktionsstruktur begonnen, wodurch die Agrarexporte kräftig gesteigert werden konnten. Mit Hilfe europäischen Kapitals wurde die Infrastruktur des Landes verbessert (Eisenbahn, Banken, Versicherungen etc.). Im Jahr 1880 verkündete Latorre jedoch seinen Rücktritt, nachdem er erklärt hatte, dass die Uruguayer unregierbar seien, und ging nach Argentinien.
1882 wurde Oberst Máximo Santos zum Präsidenten gewählt. 1886 unterdrückte Santos einen von der Opposition geführten Aufstand gegen seine Regierung, trat aber nach einem gescheiterten Attentat auf ihn im selben Jahr zurück und ging nach Europa.
Während dieser Phase der autoritär geführten Regierungen, unternahm das Land Schritte in Richtung eines modernen Staatswesens, indem man die Wirtschaft unterstützte, die Infrastruktur ausbaute, das Bildungswesen reformierte und die Säkularisierung vorantrieb.
International konnte das Land seine Beziehungen zu Großbritannien verbessern, was dazu führte, dass britische Geschäftsleute Unternehmen in Uruguay erwarben. So kauften sie 1876 die nationale Bahngesellschaft und beherrschten später den Bau der Eisenbahnschienen. Außerdem erwarben sie Konzessionen an der Gas- (1872) und Wasserversorgung (1879) des Landes. Als Uruguay dann den Goldstandard übernahm, erleichterte dies den Handel zwischen den Ländern erheblich.

### Übergang zur Moderne
Nach dieser Konsolidierung kehrte 1890 mit Präsident Julio Herrera y Obes von den Colorados das zivile Element in die Politik zurück. Der Präsident wollte die Stellung der Exekutive gegenüber der Legislative stärken. Diese Politik wurde von einem Teil der Colorados unter Führung von José Batlle y Ordóñez, dem Sohn des früheren Präsidenten Lorenzo Batlle y Grau, abgelehnt.
Im Jahr 1897 kam es dann aus Unzufriedenheit mit der Regierung zu bewaffneten Putschversuchen unter der Führung von Aparicio Saravia, einem Blanco-Caudillo, dessen Familie ursprünglich aus Brasilien stammte. Im selben Jahr wurde Präsident Juan Idiarte Borda ermordet. Sein Nachfolger, Juan Lindolfo Cuestas, eigentlich Senatspräsident, diente als provisorischer Präsident bis 1899, dann als gewählter Präsident bis 1903. Um die Unruhen zu beenden, schloss er schließlich einen Friedensvertrag mit den Blancos.
1904 folgten jedoch erneut bewaffnete Putschversuche unter der Führung von Saravia, die nach neun Monaten brutaler Kämpfe in der Schlacht von Masoller und dem Tod von Saravia mit dem Vertrag von Aceguá und einem Sieg der Colorados endeten.

### Uruguays Eintritt in die Moderne

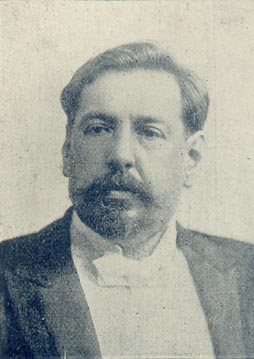
José Batlle y Ordóñez 1900

Zusammenfallend mit der Jahrhundertwende und flankiert von einer das Land begünstigenden internationalen Konjunktur trat Uruguay nun in eine lang andauernde Epoche der Demokratisierung und Prosperität ein, die stark mit dem Namen eines Mannes verbunden ist: José Batlle y Ordóñez, Begründer des so genannten Batllismo, der auch heute noch in Uruguay dominierenden politischen Strömung (und im übrigen Großonkel des am 28. November 1999 zum Präsidenten gewählten Jorge Luis Batlle Ibáñez). Er war, nach einer kurzen Interimspräsidentschaft anno 1899, zweimal uruguayischer Präsident (1903–1907 und 1911–1915) und schuf, vor allem in seiner zweiten Amtsperiode, den uruguayischen Sozialstaat.
Der Batllismo reflektierte den grundlegenden demographischen und sozioökonomischen Wandel, den Uruguay durchlaufen hatte. Viele neue Einwanderer waren aus Europa ins Land gekommen, die sich vorwiegend in den Städten (an erster Stelle Montevideo) angesiedelt hatten und den traditionellen Parteifehden ablehnend gegenüberstanden. (Uruguay hatte 1908 1.042.688 Einwohner, 30 % davon in Montevideo.)
Unter Batlles Führung entstand die erste soziale Demokratie des Kontinents (früher noch als in vielen europäischen Ländern), eingebettet in eine expandierende Wirtschaft. Sie – neben den für Uruguay äußerst wichtigen Banksektor – brachte Uruguay den bis heute bestehenden Ruf der „Schweiz Amerikas“ ein. Seine Politik zielte auf eine Stärkung des Agrarsektors, der mit seinen Exporten die Haupteinnahmequelle des Landes darstellte, sowie auf eine Stärkung der Binnennachfrage (durch eine Erhöhung der Kaufkraft breiter Bevölkerungsschichten) und den Ausbau der heimischen Industrialisierung.
Die Einführung des Acht-Stunden-Tages, eines Renten- und Arbeitslosenversicherungssystems, einer Unfallversicherung, einer gesetzlichen Regelung der Frauenarbeit, von Mindestlöhnen, bezahltem Urlaub sowie die Verabschiedung von Gesetzen zum Schutz der Familie waren ein Teil des unter Batlle auf den Weg gebrachten und von seinen Nachfolgern fortgeführten sozialen Reformwerks, das auch mit politischen Strukturreformen einherging (neue Verfassung von 1919). So wurde zum Beispiel die Umwandlung der traditionellen Caudillo-Parteien in moderne Volksparteien und eine Reform des Regierungssystems vollzogen. Die Macht des Staatspräsidenten wurde eingeschränkt zugunsten eines Mitspracherechts des Parlaments (Kollegialsystem).
Trotz der politischen Instabilität des späten 19. Jahrhunderts blieb die Zahl der Immigranten weiterhin hoch. So verdoppelte sich die Bevölkerung Uruguays von knapp 500.000 Einwohnern im Jahr 1880 auf über 1 Million im Jahr 1910, von denen ungefähr 30 % in Montevideo lebten. Das Stadtbild wurde in dieser Zeit weiter modernisiert, so wurde 1878 ein Telefonnetz errichtet und 1886 öffentliche Straßenbeleuchtung eingeführt.

## Uruguay im 20. Jahrhundert

### Uruguay zu Beginn des 20. Jahrhunderts
Als 1905 die erste Schiffsladung gefrorenes Rindfleisch in einem Kühlschiff Richtung London verließ, markierte dies den Beginn eines wirtschaftlichen Wandels in Uruguay. Die Möglichkeit, Fleisch tiefgekühlt zu verschiffen, führte zu einer Diversifizierung eines der Hauptwirtschaftszweige und öffnete dem Land neue Märkte. Zusammen mit der Eröffnung des modernisierten Hafens von Montevideo konnte man die Bedeutung als regionales Handelszentrum weiter erhöhen.
Uruguay war zu Beginn des 20. Jahrhunderts eine der fortschrittlichsten Nationen Südamerikas, wo Schulpflicht, Versammlungs- und Pressefreiheit herrschten und ab 1916 Kirche und Staat getrennt wurden. Die Nachfolger von José Batlle y Ordóñez führten viele der Reformen in seinem Sinn weiter. So wurde 1919 eine Sozialversicherung für Angestellte des öffentlichen Dienstes eingeführt (1928 wurde die Versicherung auch auf den privaten Sektor ausgeweitet) und im darauf folgenden Jahr die 6-Tage-Woche. 1923 wurde ein Mindestlohn für Landarbeiter eingeführt.
Während des Ersten Weltkrieges brach Uruguay 1917 seine Verbindungen zu Deutschland ab und verpachtete im Hafen von Montevideo gekaperte deutsche Schiffe an die Vereinigten Staaten. Im selben Jahr wurde eine neue Verfassung angenommen, die die exekutive Macht zwischen dem Präsidenten und einem nationalen Verwaltungsrat aufteilte. Im Jahre 1920 trat Uruguay dem Völkerbund bei.
Auf lokaler Ebene fand in Uruguay die erste Wahlausübung einer Frau in Südamerika überhaupt statt: Die Volksabstimmung in der Stadt Cerro Chato, 1927.

### Fußball-Weltmeisterschaft 1930

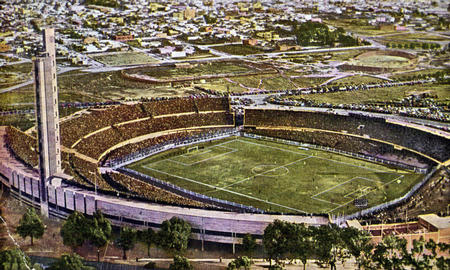
Das Centenario in Montevideo ca. 1930

Im Jahre 1930 war das Land der erste Gastgeber einer Fußball-Weltmeisterschaft. Dreizehn Fußballnationalteams trafen sich im Juli 1930 in Uruguay, um erstmals die Weltmeisterschaft im Fußball auszuspielen. Im neuerbauten, damals 100.000 Zuschauer fassenden Stadion Estadio Centenario von Montevideo (Baukosten: rund 400.000 Golddollar) endeten am 30. Juli die ersten Fußball-Weltmeisterschaften mit einem 4:2-Sieg Uruguays gegen Argentinien. Der Gastgeber wurde somit der erste Fußball-Weltmeister der Sportgeschichte. Der Sieg über den Nachbarn im Finale stärkte erheblich das nationale Selbstbewusstsein.

### Terra-Ära 1931 bis 1938
Nach dem Tod von Batlle und der Wirtschaftskrise von 1929, welche Uruguay als exportorientiertes Land besonders hart traf, wurde Gabriel Terra Präsident und erklärte sich, nach einem gelungenen Putsch, am 31. März 1933 zum Diktator. Er löste den nationalen Verwaltungsrat und die legislativen Kräfte, die seine Macht beschränkten, auf. Nachdem Terra zum Diktator geworden war, beging der frühere Präsident Baltasar Brum Rodríguez Selbstmord, ein anderer Anführer der Battlisten, Julio César Grauert, wurde ermordet. Das Terra-Regime ließ zahlreiche Oppositionsführer verhaften und führte die Pressezensur ein. Im Jahr 1934 wurde die neue Verfassung per Plebiszit angenommen, und obgleich die Wiederwahl des Präsidenten verfassungswidrig war, wurde Terra für eine weitere Amtszeit gewählt. Die neue Verfassung schaffte den nationalen Verwaltungsrat ab und übertrug seine Befugnisse auf den Präsidenten. Außerdem wurden bestimmte soziale Rechte jetzt durch die Verfassung garantiert (z. B. das Recht auf eine Wohnung und das Recht zu arbeiten).
Im Zuge der Verfassungsänderung von 1932 verabschiedeten beide Parlamentskammern mit einer Zweidrittelmehrheit das aktive und passive Frauenwahlrecht. Die Debatte in der Abgeordnetenkammer im Oktober 1932 wurde zu einer Art Wettbewerb zwischen den politischen Führern, die einander und der Nation ihren langjährigen Glauben an das Frauenwahlrecht demonstrierten. Der Senat nahm das Frauenwahlrecht ohne Debatte an. Es wurde am 16. Dezember 1932 eingeführt. In der Verfassung von 1934 ist das allgemeine Wahlrecht für alle Uruguayer und Uruguayerinnen über 18 Jahre verbrieft.
Mitte der 30er Jahre versuchte sich die Opposition erfolglos zu organisieren, um dem Regime trotz Verfolgung widerstehen zu können. Aufstände wurden unterdrückt, und 1935 schlug ein Attentat auf Terra fehl. Im Jahr 1938 wurden allgemeine Wahlen abgehalten. Bei diesen Wahlen, also sechs Jahre nach dem Erhalt des allgemeinen Wahlrechts, durften Frauen ihr Stimmrecht zum ersten Mal ausüben. Gewinner war Terras Schwager Alfredo Baldomir.

### Baldomir und das Ende der Diktatur
Nach seiner Ernennung zum Präsidenten und der Unterdrückung eines Putsches versprach Baldomir, die 1934 eingeführte Verfassung in entscheidenden Punkten zu verändern. Als er dieses Vorhaben immer weiter hinauszögerte, organisierte die Opposition eine der wichtigsten Demonstrationen in der Geschichte Uruguays, verlangte eine neue Verfassung und die Rückkehr zur Demokratie. Unter dem Druck der organisierten Arbeiterschaft und der Partido Nacional trat Baldomir bald darauf für freie Wahlen und die Freiheit der Presse ein und befürwortete die Einführung einer neuen Verfassung.
Obwohl Baldomir 1939 die Neutralität Uruguays erklärte, fand im Dezember desselben Jahres die Schlacht des Río de la Plata statt. Während des Zweiten Weltkrieges stand Uruguay auf der Seite der Alliierten. Die Blancos kritisierten die Politik der Colorados, verstärkt mit den USA zusammenzuarbeiten und forderten, dass Uruguay neutral bliebe. 1942 brach man schließlich die diplomatischen Beziehungen zu den Achsenmächten ab. Im Februar desselben Jahres löste Baldomir den Generalrat auf und ersetzte ihn durch den Consejo de Estado.
Im November 1942 wurden nationale Wahlen abgehalten. Obwohl 1939 ein Wahlgesetz verabschiedet worden war, um das Entstehen von Koalitionen zu vermeiden, die das Zweiersystem (Blancos und Colorados) gefährden könnten, wurde es den unabhängigen Nationalisten (eine Partei, die aus einer Spaltung der Partido Nacional entstanden ist) erlaubt, als neue politische Partei anzutreten. Die Spaltung der Partido Nacional blieb bis ins Jahr 1958 erhalten. Die Arbeiterbewegung war ebenfalls in Sozialisten und Kommunisten geteilt, eine Situation, die bis 1971 anhielt (in diesem Jahr wurde die Frente Amplio gegründet). Sieger der Wahl wurde der Kandidat der Colorados, Juan José Amézaga (1943–1947).

### Regierung von Juan José Amézaga
Gleichzeitig war durch eine mit der Präsidentschaftswahl abgehaltene Volksabstimmung die Verfassung geändert worden; damit waren demokratische Elemente, die durch den Staatsstreich von 1933 abgeschafft worden waren, wieder eingesetzt worden. Die Regierung Amézaga (mit Außenminister Rodríguez Larreta) führte Uruguay weiter in Richtung Demokratie, was auch in der Politik gegenüber den Weltkriegsmächten deutlich wurde. Uruguay hatte 1939 seine Neutralität erklärt, 1942 aber die Beziehungen mit den Achsenmächten abgebrochen und fortan die Alliierten unterstützt. Am 23. Februar 1945 wurde schließlich dem Deutschen Reich und Japan der Krieg erklärt. Wie schon im Ersten Weltkrieg entsandte Uruguay aber keine Soldaten. Im selben Jahr war das Land Gründungsmitglied der Vereinten Nationen.
Die Regierung Amézaga reformierte die Sozialgesetze; noch 1943 führte sie den „Consejo de Salarios“ ein, einen „Lohnrat“ zur Verhandlung und Festlegung der Arbeitslöhne, dem Vertreter von Staat, Arbeitgebern und Arbeitnehmern angehörten, und führte ein Programm zur Förderung von Familien ein. Gleichzeitig wurden die Arbeiter in der Landwirtschaft in das Rentensystem integriert.
1945 verabschiedete das uruguayische Parlament ein Gesetz, das allen Arbeitern bezahlte Urlaubstage sicherte. 1946 verbesserte ein Gesetz die Situation der Landarbeiter, der ärmsten Bevölkerungsschicht des Landes weiter; außerdem wurden in diesem Jahr Frauen dieselben Rechte zugestanden wie Männern.

### Nachkriegszeit
Erst nach der Reform des Zivilgesetzbuches von 1946 konnten Frauen in den Kongress gewählt werden.
Im Jahr 1946 wurde der Kandidat der Colorados, Tomás Berreta, zum Präsidenten gewählt; er verstarb bereits wenige Monate nach seinem Amtsantritt. Die Regierungsperiode seines Nachfolgers Luis Batlle Berres (1947 bis 1951) brachte wirtschaftlichen Wohlstand, der vor allem durch die uruguayischen Exporte während des Koreakrieges (1950–1953) gestützt wurde. In den Präsidentschafts- und Parlamentswahlen von 1950 konnte sich mit Andrés Martínez Trueba erneut ein Mitglied der Colorados durchsetzen. Er schaffte 1952 durch eine per Referendum bestätigte Verfassungsänderung das Präsidentenamt ab und übertrug die Regierungsgewalt einem aus neun Mitgliedern bestehenden Nationalrat, dem Consejo Nacional de Gobierno. Britische Unternehmen wie die Eisenbahn wurden verstaatlicht (wobei es sich hier effektiv um eine Abzahlung von Schulden aus dem Zweiten Weltkrieg handelte). Wohlstand und eine Analphabetenquote von fast Null trugen Uruguay den Ruf ein, eine der fortschrittlichsten Nationen Südamerikas zu sein.
Am 16. Juli 1950 gewann die uruguayische Nationalmannschaft als Außenseiter die vierte Fußball-Weltmeisterschaft durch einen 2:1-Sieg gegen die vor heimischer Kulisse in Rio de Janeiro spielenden Brasilianer (siehe auch: Maracanaço).
Da Uruguay argentinischen Flüchtlingen Asyl gewährt hatte, verhängte der argentinische Präsident Juan Perón Reise- und Handelsbeschränkungen über Uruguay. Die uruguayische Regierung brach daraufhin im Januar 1953 die diplomatischen Beziehungen mit Argentinien ab.

### Verfall der Demokratie
1958 wurden die Blancos nach 93 Jahren Colorado-Regierung mit großer Mehrheit gewählt. Die neue Regierung führte wirtschaftliche Reformen durch und sah sich in der Folge mit schweren Arbeiterunruhen konfrontiert.
Ab 1959 bekam das Land große wirtschaftliche Probleme, verursacht durch den Rückgang der Nachfrage nach landwirtschaftlichen Produkten. Dies führte zu Massenarbeitslosigkeit, Inflation und zu einem Absinken des bisherigen Lebensstandards. Es kam zu sozialen Unruhen, und in Montevideo gründete sich eine Stadtguerillabewegung. Diese Guerilleros, Tupamaros genannt, überfielen zuerst Banken und verteilten das gestohlene Geld sowie Essen an die Armen. Später entführten sie Politiker und griffen Sicherheitskräfte an.
Im Jahr 1966 unterstützten Blancos und Colorados gemeinsam eine Initiative zur Wiederherstellung des Präsidialsystems, der die Bevölkerung in einem Referendum zustimmte. Die Colorados gingen mit dem ehemaligen General Óscar Diego Gestido siegreich aus den Präsidentschaftswahlen hervor und lösten die Blancos in der Regierungsverantwortung ab. Die Verfassung wurde 1967 dahingehend abgeändert, das nun Regierungen der Blancos und Colorados einander abwechselten. Nach dem Tod Gestidos im Jahr 1967 übernahm der Vizepräsident Jorge Pacheco Areco das Präsidentenamt. Pacheco löste mit seiner Politik der restriktiven Maßnahmen zur Bekämpfung der Inflation große Unruhen aus, und die Tupamaros verstärkten ihre terroristischen Aktionen gegen die Regierung. 1968 erklärte Präsident Jorge Pacheco Areco den Notstand und vier Jahre später wurden von seinem Nachfolger, Juan María Bordaberry, die Bürgerrechte außer Kraft gesetzt. Bordaberry wurde am 28. November 1971 in einer äußerst umstrittenen Wahl zum Präsidenten gewählt. Bei diesen Wahlen trat auch das erste Mal die neu gebildete Frente Amplio an. Im April 1972 erklärte der Kongress den Kriegszustand und hob die von der Verfassung festgelegten Grundrechte auf, ungefähr 35.000 Polizisten und Soldaten suchten das Land nach Guerillaverstecken ab, der Kriegszustand wurde am 11. Juli wieder aufgehoben, die Verfassung trat erst 1973 wieder in Kraft. Im Jahr 1972 wurde der Tupamaro-Führer Raúl Sendic verhaftet.
Bordaberry wurde bald von den Blancos und von Kritikern in den eigenen Reihen unter Druck gesetzt. Das gesamte Jahr 1972 wurde von Arbeiterstreiks geprägt, die sich gegen die einschneidenden wirtschaftlichen und sozialen Maßnahmen der Regierung wandten.

### Machtübernahme des Militärs
Am 27. Juni 1973, inmitten einer Wirtschaftskrise mit hoher Inflation, entschloss sich das Militär zu einem Putsch, mit Schließung des Kongresses und Übernahme der Macht. Die Gewerkschaft CNT (Convención Nacional de Trabajadores: Nationale Übereinkunft der Arbeiter) konterte mit einem landesweiten Streik, der am 11. Juli von der Regierung gewaltsam niedergeschlagen wurde. Am 11. August verloren die Gewerkschaften ihre Autonomie, und die CNT wurde verboten, ebenso die politischen Parteien. Die Führer der linksorientierten Gruppierungen wurden verfolgt und hingerichtet. Aber auch der neuen Regierung, die sich aus Zivilisten und Militärs zusammensetzte, gelang es nicht, die anhaltend schlechte Wirtschaftslage des Landes zu verbessern. Allein von 1973 bis 1975 verließen fast 1,4 Millionen Uruguayer das Land. In den folgenden Jahren weitete das Militär seine Machtposition auf den Großteil der nationalen Institutionen aus und errichtete eine Militärdiktatur. Bordaberry setzte die für 1976 geplanten Wahlen ab.
Im selben Jahr wurde Bordaberry vom Militär gestürzt. Ein neuer Nationalrat mit 25 Zivilisten und 21 Offizieren wählte schließlich Aparicio Méndez zum Präsidenten. Eine der ersten Amtshandlungen seiner Regierung war der Entzug der staatsbürgerlichen Rechte aller Personen, die an dem politischen Geschehen zwischen 1966 und 1973 beteiligt waren. Die Zahl der politischen Gefangenen betrug 1976 etwa 6.000. Aus jener Zeit stammte auch das Gesetz Ley 14.373, das eine Kostentragungspflicht der Häftlinge oder ihrer Familien für den Aufenthalt im staatlichen Gefängnis regelte.
Eine Vorlage für eine neue Verfassung wurde allerdings am 30. November 1980 von 57,2 % der Wahlberechtigten abgelehnt. Im September 1981 trat der als gemäßigt geltende General Gregorio Álvarez Armelino das Präsidentenamt an. Die im Zuge des Demokratisierungsprozesses vom Militär erneut zugelassenen Parteien hielten 1982 innerparteiliche Wahlen ab, um sich auf die für 1984 vorgesehenen Parlaments- und Präsidentschaftswahlen vorzubereiten. Im Jahr 1984 nahm der Protest gegen die Militärregierung massiv zu. Nach einem 24-stündigen Generalstreik bereitete das Militär daraufhin ein Programm vor, die Macht an eine Zivilregierung zurückzugeben.

### Rückkehr zur Demokratie
Im Februar 1985 fanden Präsidentschaftswahlen statt, der Wahlsieger war Julio María Sanguinetti von der sozialliberalen Colorado-Partei (PC), einer der führenden Widerständler gegen die Militärregierung. Mit ihm folgte nach zwölf Jahren wieder ein Zivilist als Präsident. Trotz Auslandsschulden in Höhe von über fünf Milliarden US-Dollar und einer Inflation von mehr als 70 % gelang es innerhalb kürzester Zeit für den wirtschaftlichen Aufschwung Uruguays zu sorgen, indem er sich auf die Förderung des Außenhandels konzentrierte und im Innern Reformen zur wirtschaftlichen Stabilisierung durchsetzt. Dazu gehörten die Verringerung der Beschäftigten im öffentlichen Dienst, die Erhöhung der Mineralölsteuer, die Modernisierung von Staatsbetrieben, eine Rentenreform und anderes. Diese Maßnahmen zeigten Erfolg und stabilisierten die Wirtschaft. Um die Versöhnung zwischen den ehemaligen militärischen Machthabern und den Verfolgten zu fördern und die Rückkehr zur Demokratie zu erleichtern, erließ Sanguinetti mit der Zustimmung der Bevölkerungsmehrheit eine umstrittene allgemeine Amnestie für die ehemaligen militärischen Führer und beschleunigte die Freigabe der ehemaligen Bandenkämpfer.
Zwischen 1990 und 1995 war Luis Alberto Lacalle von der Nationalen Partei (Partido Nacional) Präsident. Während seines Mandates gehörte Uruguay 1991 zu den Mitbegründern des Mercosurs. Außerdem vollzog Uruguay eine Währungsreform (1 uruguayischer Peso ersetzte 1000 Peso Nuevos, die bis dahin gültige Währung). Bereits Ende der 1980er Jahre erließ man ein Amnestiegesetz für Folterungen der Militärs während der Diktatur (Ley de Caducidad). Trotz des Wirtschaftswachstums während der Regierungszeit Lacalles, erregten Privatisierungsbemühungen die politische Opposition, einige Verbesserungen wurden durch Referendum abgelehnt, so zum Beispiel die Initiative der uruguayischen Regierung, die defizitär arbeitenden Staatsbetriebe in der Energie- und Transportwirtschaft sowie im Nachrichten- und Versicherungswesen zu privatisieren. 1995 wurde der 1991 begonnene Prozess einen „Gemeinsamen Markt des südlichen Teils Südamerikas“ (Mercosur) zu schaffen als teilweise für vollendet erklärt. Dennoch wird im Mercosur noch heute um die Zollfreiheit in bestimmten Bereichen gerungen.
Ein Thema, was die Öffentlichkeit immer noch beschäftigt, ist das Verschwinden von Personen während der Militärdiktatur. Präsident Batlle setzte am 9. August 2000 eine „Kommission für den Frieden“ unter der Führung von Erzbischof Nicolás Cotugno zur Aufklärung der Verschwundenenschicksale ein, deren Bemühungen durch die Militärs selbst unterstützt werden.
Im Jahr 1995 übernahm eine Koalition zwischen Colorado-Partei und der Partido Nacional die Führung des Landes und bis 2000 war Julio María Sanguinetti erneut Präsident. Die Regierung Sanguinetti setzte Uruguays ökonomische Verbesserungen und Integration im Mercosur fort. Andere wichtige Verbesserungen waren in den Bereichen des Wahlsystems, der Sozialversicherung, der Ausbildung und der allgemeine Sicherheit. Die Wirtschaft wuchs ständig bis niedrige Rohstoffpreise und ökonomische Schwierigkeiten zu einer Rezession führten, die sich bis 2002 fortgesetzt hat. Allgemein war diese Legislaturperiode durch innenpolitische Stabilität und Wirtschafts- und Sozialreformen gekennzeichnet, bei denen unter anderem Staatsbetriebe modernisiert, die Mineralölsteuer erhöht und eine Rentenreform durchgeführt wurde.

## Uruguay im neuen Jahrtausend
Im Oktober 1999 wurde ein Bündnis aus linken Gruppierungen, Encuentro Progresista (Frente Amplio) stärkste Partei bei den Parlamentswahlen, ihr Präsidentschaftskandidat Tabaré Vázquez konnte sich aber bei Stichwahlen um das Amt des Staats- und Regierungschefs nicht gegen den Vertreter der Colorado-Partei, Jorge Luis Batlle Ibáñez, durchsetzen, der im März 2000 vereidigt wurde. Dessen Regierungszeit war gekennzeichnet durch Rezession und Ungewissheit. Zuerst durch die Abwertung des brasilianischen Real 1999 und durch den Ausbruch der Maul- und Klauenseuche, die einen der Hauptwirtschaftszweige Uruguays empfindlich traf und schließlich durch den politischen und ökonomischen Sturz Argentiniens im Jahr 2001. Im Jahr 2002 kam es im Zuge der Argentinien-Krise zu einer Bankenkrise in Uruguay, in deren Folge mehrere Banken umstrukturiert werden mussten und einige auch geschlossen wurden.

### Auswirkungen der Argentinien-Krise
Am 4. August 2002 gewährten die USA Uruguay einen Sofortkredit von 1,5 Milliarden US-Dollar, der das Bankensystem bis zur Gewährung neuer Kredite des IWF (Internationaler Währungsfonds) stabilisieren sollte. Uruguay, das viele Jahre als „Schweiz Lateinamerikas“ galt, hatte zu dieser Zeit mit großen wirtschaftlichen und finanziellen Problemen zu kämpfen. Hauptschuld trug die von Argentinien überschwappende Krise, die die seit vier Jahren andauernde Rezession stark verschärft hatte.
Ende 2001 war der Export nach Argentinien, das neben Brasilien der wichtigste Handelspartner Uruguays ist, fast völlig zum Erliegen gekommen. Zudem griffen viele Argentinier auf ihre Bankguthaben in Uruguay zurück, nachdem die argentinische Regierung die Sparkonten im Dezember hatte sperren lassen. Rund 1,5 Milliarden US-Dollar flossen im Januar und Februar 2002 aus dem uruguayischen Bankensystem ab.
Anfang Juni gingen Staatschef Jorge Luis Battle Ibáñez die Nerven durch: Er bezeichnete im Rahmen eines Interviews des nordamerikanischen Nachrichtensenders Bloomberg TV, als er glaubte, die Kameras seien ausgeschaltet, die Argentinier – alle, „vom ersten bis zum letzten“ – als einen „Haufen Gauner“ und sparte auch nicht an bösen Worten über seinen argentinischen Amtskollegen Eduardo Duhalde. Auf einer Art Canossa-Gang nach Buenos Aires entschuldigte sich Battle am 4. Juni persönlich bei Duhalde und dem argentinischen Volk.
Am 20. Juni sah sich Uruguay angesichts der in den Monaten zuvor um zwei Drittel gesunkenen staatlichen Devisenreserven gezwungen, den Wechselkurs des Peso gegenüber dem US-Dollar freizugeben. Als die Währungsreserven im Juli um mehr als die Hälfte gesunken waren – nun hatten auch viele verunsicherte einheimische Bankkunden ihre Einlagen panikartig abgezogen –, ordnete die Regierung schließlich am 30. Juli eine zunächst auf einen Tag beschränkte, dann aber bis 2. August verlängerte Schließung der Banken an. Dies löste bei der Bevölkerung massive Proteste und Unruhen aus. Am 1. August folgten Tausende einem Aufruf der Gewerkschaften zu einem vierstündigen Generalstreik, der in den Armenvierteln Montevideos in schwere Ausschreitungen und Plünderungen von Geschäften ausuferte. Die Regierung reagierte mit der Entsendung tausender Sicherheitskräfte, die in den Straßen und Einkaufszentren wieder für Ruhe sorgten.
Bereits am 16. April hatten sich in Montevideo rund 100.000 Menschen versammelt, um gegen die „neoliberale“ Politik der Regierung zu protestieren, und am 12. Juni hatte ein 24-stündiger Generalstreik ganz Uruguay lahmgelegt. Dabei hatten erstmals seit 1984, als die damalige Militärregierung vor dem Zusammenbruch stand, Gewerkschaften und Unternehmer an einem Strang gezogen, das heißt, sie forderten dirigistische Maßnahmen zum Schutz des sozialen Besitzstands, der nationalen Industrie und Maßnahmen zur Ankurbelung der Konjunktur. Zudem wehrten sie sich gegen weitere Steuererhöhungen.

### Wahlen 2004

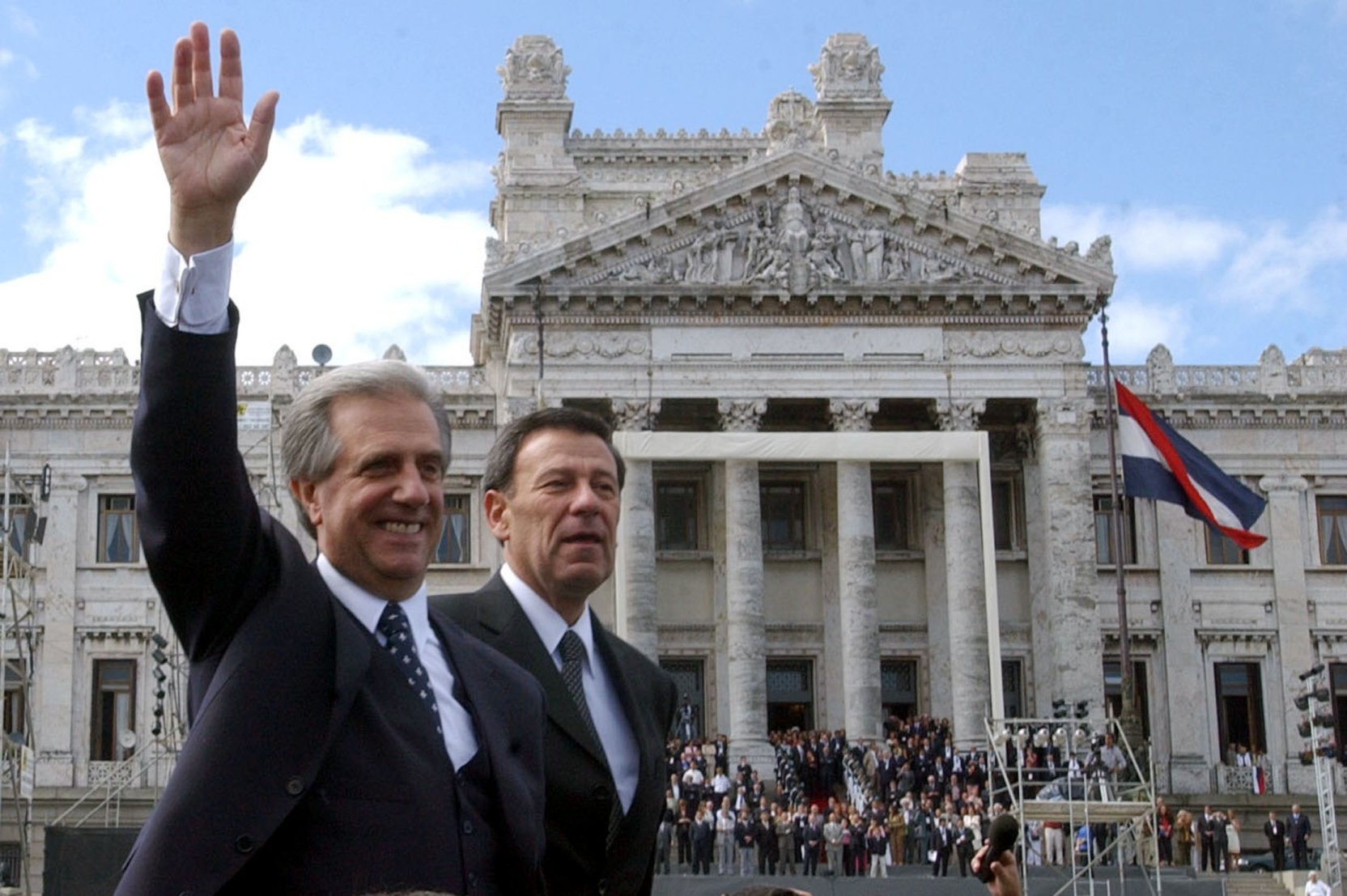
Der ehemalige Präsident der Republik Uruguay (2005–2010), Tabaré Vázquez und sein Vizepräsident, Rodolfo Nin Novoa

Bei den Wahlen am 31. Oktober 2004 erzielte die bisherige Opposition, das Mitte-Linksbündnis Encuentro Progresista - Frente Amplio (EP-FA) mit ihrem Spitzenkandidaten Tabaré Vázquez als heterogener Zusammenschluss von Sozialdemokraten, Christdemokraten, Sozialisten, Kommunisten und ehemaligen Tupamaros 50,4 % der Stimmen. Die Partido Nacional mit dem Kandidaten Jorge Larrañaga konnten ihren Stimmenanteil von bisher 21,5 % auf 34,3 % steigern, während die Partido Colorado (seit 2002 alleinige Regierungspartei) mit ihrem Spitzenkandidaten Guillermo Stirling lediglich 10,4 % der Stimmen verzeichnen konnten. Die Partido Independiente mit ihrem Kandidaten Pablo Mieres erhielt 1,8 % der Stimmen.
Somit ergab sich folgende Sitzverteilung im Parlament (99 Sitze) und im Senat (31 Sitze):
- Frente Amplio 52 Sitze im Parlament, 17 Sitze im Senat
- Partido Nacional 35 Sitze im Parlament, 11 Sitze im Senat
- Partido Colorado 10 Sitze im Parlament, 3 Sitze im Senat
- Partido Independiente 2 Sitze im Parlament, keinen im Senat

Somit entschieden sich die Wähler erstmals in der Geschichte des Landes, das seit der Unabhängigkeit im Jahr 1828 abwechselnd von den Colorados und den Blancos regiert wurde, für einen linksgerichteten Kandidaten, den ehemaligen Oberbürgermeister Montevideos, Tabaré Vázquez. Am 1. März 2005 löste er Batlle als Präsident ab. Mit José Mujica kam auch sein ab dem 1. März 2010 amtierender Nachfolger (eine direkte Wiederwahl Vázquez’ war nach der Verfassung nicht erlaubt) aus den Reihen der Frente Amplio. Vom 1. März 2015 bis 1. März 2020 fungierte erneut Vázquez als Präsident. Seit dem 1. März 2020 regiert der als konservativ geltende Luis Alberto Lacalle Pou als 42. Präsident Uruguay.
Bei der Stichwahl um das Präsidentenamt am 24. November 2024 setzte sich der Kandidat des Mitte-Links-Bündnisses Yamandu Orsi gegen seinen Kontrahenten Alvaro Delgado vom Mitte-Rechts-Bündnis durch.

### Diplomatische Verwicklungen mit Argentinien

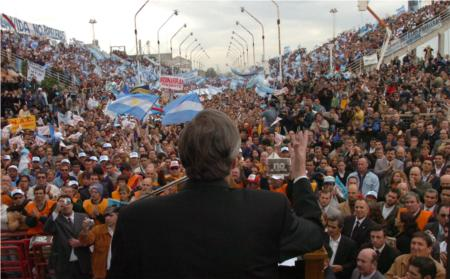
Néstor Kirchner spricht vor Demonstranten gegen den geplanten Bau der Papierfabriken
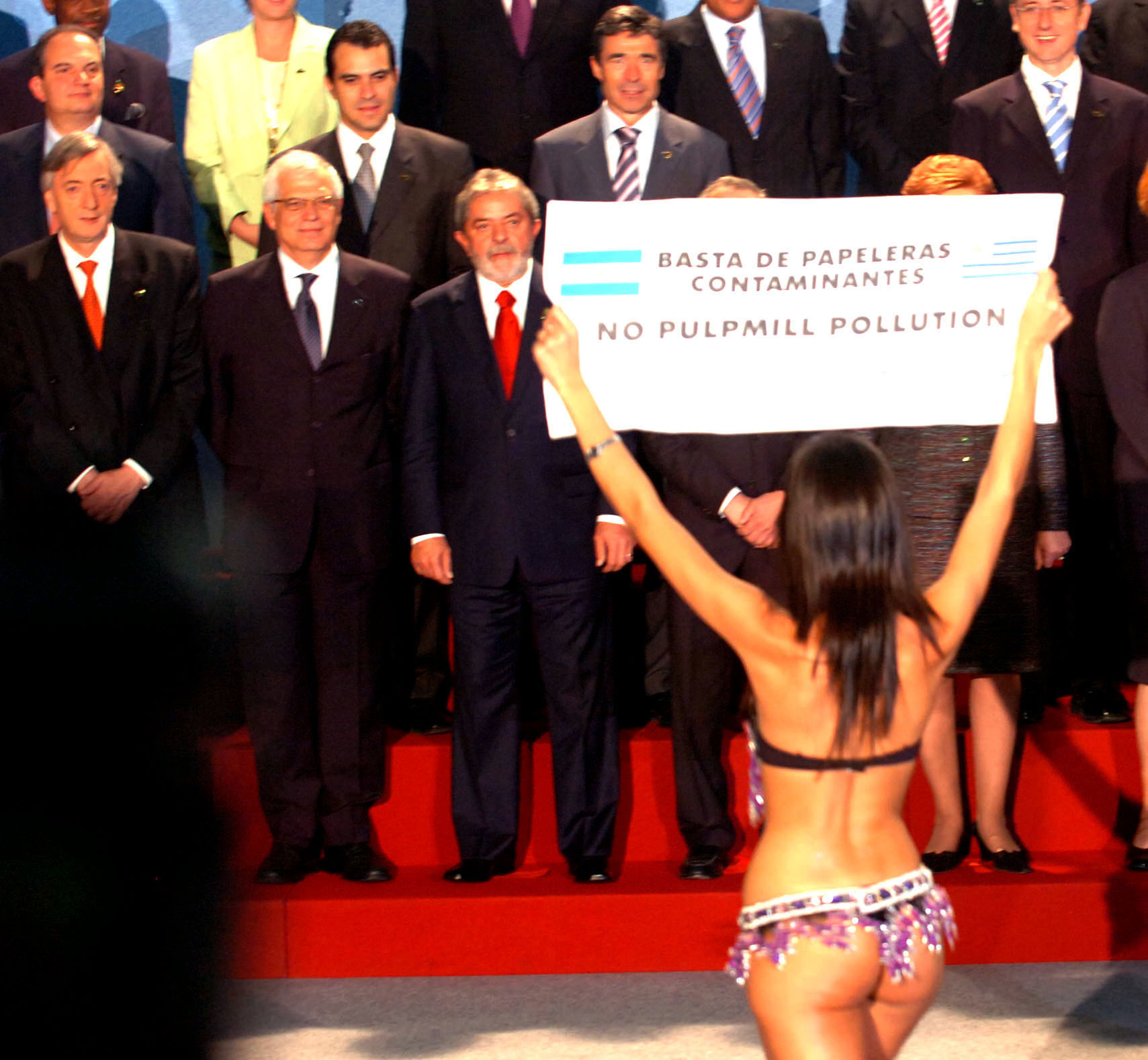
Evangelina Carrozzo protestiert gegen den Bau der Papierfabriken beim Wiener EULAC-Gipfel

Besonders der Bau von zwei Zellulose- und Papierfabriken am Lauf des Río Uruguay führte zu Demonstrationen und diplomatischen Verwicklungen mit Argentinien. Anwohner und Umweltschützer der Ortschaften auf der argentinischen Seite blockierten zwei der drei internationalen Brücken, die beide Ufer verbinden. Die Straßen gelten als die wichtigsten Verkehrsadern für den internationalen Handelsaustausch der Region.
Die Fabriken der Konzerne Ence (Spanien) und Botnia (Finnland), die Ende 2007 bei Fray Bentos am uruguayischen Ufer des Flusses die Produktion aufnehmen sollten, bilden den weltweit größten Komplex dieser Art. Die geplante Produktion von zunächst 1,5 Millionen Tonnen Zellstoff ist das Doppelte der Menge in den zehn veralteten Fabriken Argentiniens zusammen. Die Investition von 1,8 Milliarden US-Dollar ist die größte in der Geschichte Uruguays, die Weltbank will Kredite von 400 Millionen Dollar beisteuern.
2006 erhob Argentinien beim Internationalen Gerichtshof in Den Haag Klage gegen Uruguay und machte geltend, die Bauvorhaben verletzten ein bilaterales Abkommen sowie weiteres internationales Recht. Uruguays Präsident Tabaré Vázquez drohte daraufhin, aus dem Wirtschaftsbündnis Mercosur auszusteigen. Im April 2010 bestätigte der Internationale Gerichtshof die Verletzung prozeduraler Regelungen des bilateralen Abkommens. Argentiniens Eilantrag auf einen Baustopp hatte er 2006 abgelehnt, ebenso Uruguays Eilantrag gegen die Sperrung der Grenzbrücken im Jahre 2007.
2010 kamen mit dem ehemaligen General Miguel Dalmao und dem ehemaligen Oberst José Chialanza erstmals Mitglieder der Armee für ihre Rolle in der Zeit der Militärdiktatur in Haft.